# Rule 3:36
A Rule 3:36 az amerikai rapper Ja Rule második stúdióalbuma. Az album jobb lett a vártnál és megszilárdította Ja helyét a rap-világban. A lemezen szerepelt a "Fuck You" című dal, amit a rádióban "Furious" néven játszottak. A dal átlagos figyelmet kapott, valamint szerepelt a Halálos iramban mozi filmzenéjén (szintén "Furious" néven). A nem rádió-barát és a sértő hangzás ellenére az album egyik nagy fénypontjának tartják. [elfogult] A lemez még így is javarészt rádió-barát és pop-hangzású dalokból áll, eltérően Ja Rule többi munkáitól, amelyet beszólások és a sötét hangzás jellemez.
Az albumnak készült egy "clean" változata is, amelyekben néhány káromkodást vagy erőszakos szöveget cenzuráztak, bár néhány szót mint például az "hoes" és "ass kifejezéseket benne hagyták.

## Fogadtatás
A Rule 3:36 kezdeti fogadtatásai negatívak voltak. A Metacritic nevű oldalon, ahol a legmagasabb pontszám 100, a mainstream kritikusok áttekintései alapján 56 pontot kapott.

## Dalok listája
1. "Intro" (Produced by Lil' Rob)
2. "Watching Me"
3. "Between Me and You" (featuring Christina Milian) (Produced by Gee)
4. "Put It On Me" (featuring Vita) (Produced by Tru Stylze)
5. "6 Feet Underground" (Produced by Self)
6. "Love Me, Hate Me" (Produced by Lil' Rob)
7. "Die" (featuring Tah Murdah & Black Child) (Produced by Tyrone Fyffe)
8. "Fuck You" (featuring 01 & Vita) (Produced by Dat Nigga Reb)
9. "I'll Fuck U Girl" (Skit)
10. "Grey Box" (Skit)
11. "Extasy" (featuring Tah Murdah, Black Child & Jayo Felony) (Produced by Gee)
12. "It's Your Life" (featuring Shade Sheist) (Produced by Damizza)
13. "I Cry" (featuring Lil' Mo) (Produced by Lil' Rob)
14. "One of Us" (Produced by Lil' Rob)
15. "Chris Black" (Skit)
16. "Rule Won't Die" (Produced by Lil' Rob)

## Lista helyezések
| Lista (2000)                          | Helyezés |
| ------------------------------------- | -------- |
| U.S. Billboard 200                    | 1        |
| U.S. Billboard Top R&B/Hip-Hop Albums | 1        |
| Canadian Albums Chart                 | 8        |